# 사모빌라

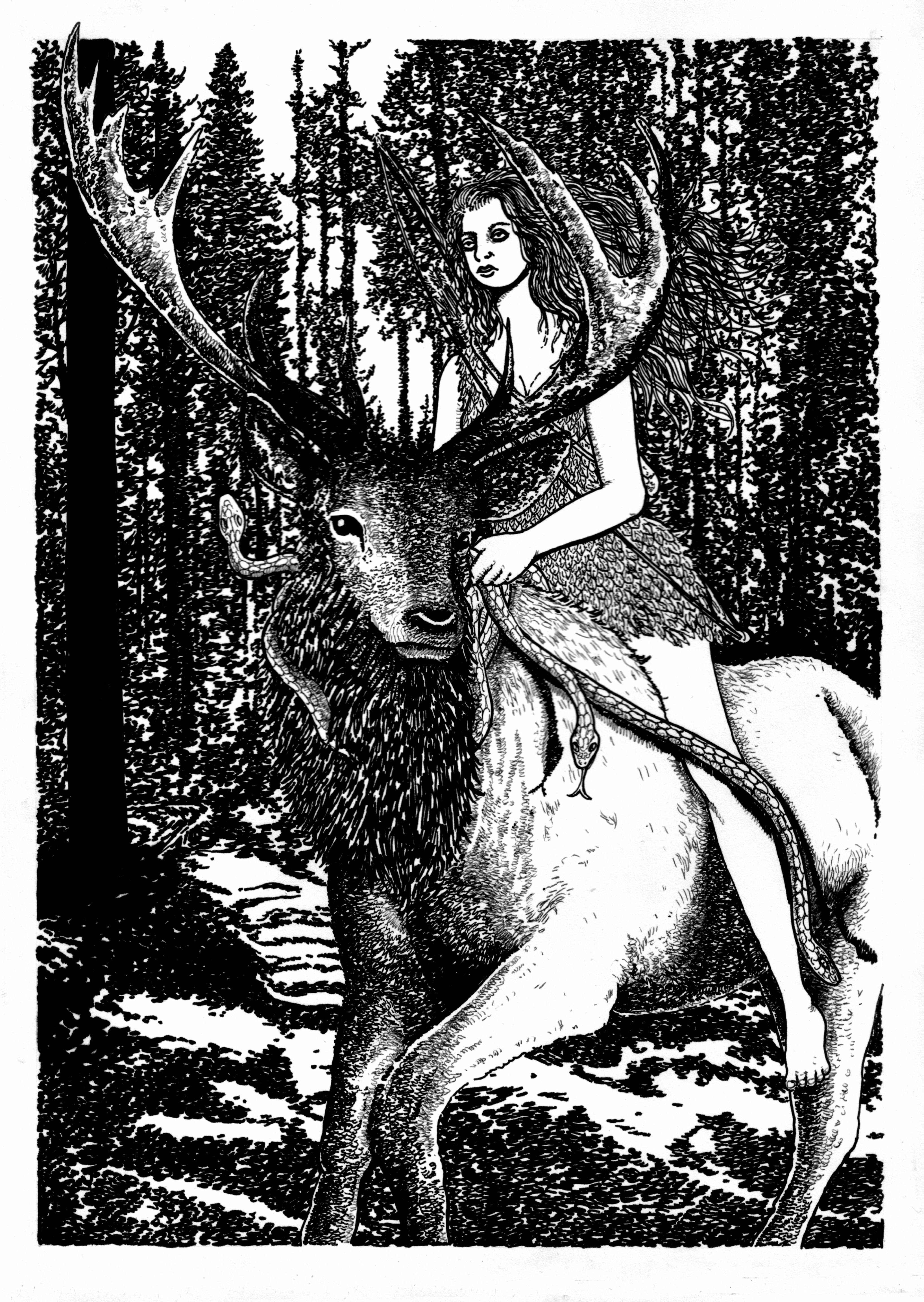

사모빌라(불가리아어: самовила) 또는 사모디바(불가리아어: самодива)는 동유럽 민담에 나오는 숲의 요정이다. 남슬라브 계열 요정인 빌라의 일종이다.
사모빌라는 나무 속이나 버려진 오두막, 어두운 동굴 속, 하천·못·우물 속에 산다고 한다. 불가리아의 많은 산들에 사모빌라가 산다고 하는데, 그 중 피린산을 가장 좋아한다. 사모빌라는 봄에 인간의 땅을 찾아와 가을까지 머무르고, 겨울이 되면 즈마이코보(Zmajkovo)라는 전설 속 마을로 돌아가 거기서 산다.